# بخش وروبا
بخش وروبا (به لاتین: Woroba District) یک منطقهٔ مسکونی در ساحل عاج است که در ساحل عاج واقع شده‌است. بخش وروبا ۳۱٬۰۸۸ کیلومتر مربع مساحت و ۸۴۵٬۱۳۹ نفر جمعیت دارد.